# Eupithecia casta
Eupithecia casta es una especie de polilla de la familia Geometridae. La especie fue descrita por primera vez por William Warren habiendo sido descrita en 1904, con distribución en Perú. El sintipo de la especie fue descrita en el sector Santo Domingo, Provincia de Carabaya.